# Le Jonas
Le Jonas est un navire de 150 tonneaux, affrété par des armateurs de La Rochelle pour le transport de Jean de Poutrincourt et d'autres dignitaires vers la Nouvelle-France. Il partit pour Port-Royal le 13 mai 1606, après avoir renfloué le navire qui avait coulé dans le port de La Rochelle. Il arriva à destination le 27 juillet 1606, et le bateau repartit pour la France le 28 août.

Ce navire est utilisé lors du rapatriement de l'ensemble de la colonie de Port-Royal le 3 septembre 1607, après l'abolition du monopole de Dugua de Monts. Le Jonas arrive à Saint-Malo le 30 septembre 1607.